# Miquel Nelom
Paddy Miquel Nelom (ur. 22 września 1990 w Rotterdamie) – piłkarz holenderski pochodzenia surinamskiego grający na pozycji lewego obrońcy.

## Kariera klubowa
Karierę piłkarską Nelom rozpoczął w klubie VV Spijkenisse. Następnie podjął treningi w juniorach Feyenoordu. W 2009 roku został zawodnikiem pierwszego zespołu Excelsioru. 26 lutego 2010 zadebiutował w nim w Eerste divisie w przegranym 1:3 wyjazdowym meczu z De Graafschap. Na koniec sezonu 2009/2010 awansował z Excelsiorem do Eredivisie. W sezonie 2010/2011 był podstawowym zawodnikiem Excelsioru.
Latem 2011 roku Nelom wrócił do Feyenoordu. Swój debiut w nim zaliczył 5 listopada 2011 roku w przegranym 0:1 domowym meczu z NEC Nijmegen. W 46. minucie tego meczu został zmieniony przez Bruna Martinsa Indiego. W 2018 roku przebywał na wypożyczeniu w Sparcie Rotterdam. Po sezonie 2017/2018 odszedł z Feyenoordu.
We wrześniu 2018 podpisał kontrakt ze szkockim Hibernian F.C..
| Sezon   | Klub             | Kraj     | Rozgrywki      | Mecze | Bramki |
| ------- | ---------------- | -------- | -------------- | ----- | ------ |
| 2009/10 | SBV Excelsior    | Holandia | Eerste divisie | 3     | 0      |
| 2010/11 | SBV Excelsior    | Holandia | Eredivisie     | 32    | 0      |
| 2011/12 | Feyenoord        | Holandia | Eredivisie     | 18    | 0      |
| 2012/13 | Feyenoord        | Holandia | Eredivisie     | 20    | 0      |
| 2013/14 | Feyenoord        | Holandia | Eredivisie     | 18    | 2      |
| 2014/15 | Feyenoord        | Holandia | Eredivisie     | 32    | 0      |
| 2015/16 | Feyenoord        | Holandia | Eredivisie     | 16    | 0      |
| 2016/17 | Feyenoord        | Holandia | Eredivisie     | 17    | 0      |
| 2017/18 | Feyenoord        | Holandia | Eredivisie     | 6     | 0      |
| 2017/18 | Sparta Rotterdam | Holandia | Eredivisie     | 10    | 0      |

## Kariera reprezentacyjna
W swojej karierze Nelom rozegrał jeden mecz w reprezentacji Holandii U-21. 11 czerwca 2013 roku zadebiutował w dorosłej reprezentacji w wygranym 2:0 towarzyskim meczu z Chinami.